# 漢娜·阿庫希
漢娜·阿庫希（Hannah Ocuish，1774年3月—1786年12月20日）是美國歷史上年紀最小的死刑犯，她被處死時年僅12歲9個月。

## 簡介
漢娜·阿庫希為一名黑白混血兒。母親為佩克特人。漢娜出生時確認患有有輕度智能障礙，她在6歲成為了孤兒後被法庭安排成為城內另一個家庭的僕人。部分報告錯誤地將漢娜的姓氏打為奧米甚（Omish）。
受害人尤妮斯·博尼思（Eunice Bolles，1780年1月—1786年7月21日）為一名白人，父親為農夫詹姆士·博尼思（James Bolles），博尼思一家在城內有一定影響力。

## 案情
1786年7月21日，年僅6歲6個月的尤妮斯在上學中途失蹤，然而在早上十時，尤妮斯被發現陳屍於在諾域治路（Norwich Road）。尤妮斯的身體、手臂和腿上都被放置了許多沉重的石頭、身上有着大量被打痕跡、指甲印亦深深地留在她的喉嚨。
同日，漢娜作為嫌疑人回到警署協助調查，漢娜在最初兩次的盤問中均否認殺害尤妮斯，並表示早上在該地區見過四個看起來可疑的男孩攻擊尤妮斯。但在漢娜被帶到博思家的房子，看到尤妮斯的屍體後流下了眼淚並感到內疚。最終選擇對這一罪行供認不諱：尤妮斯在五星期前見到漢娜在草莓田裹偷取草莓，其後尤妮斯揚言要舉報漢娜，但最終並沒有提告，但這可能令漢娜心懷怨恨。
案發當天，漢娜幫主人到附近一個小溪提水，在那邊她再次見到尤妮斯。漢娜立即把水提好後趕回家，把水桶放到門口。當漢娜的位置是最靠近尤妮斯時，便越過花園的牆壁於尤妮斯眼前出現，後以一塊花布引導尤妮斯離開原本路線。在漢娜引導尤妮斯離開後，用一塊石頭砸打她的頭，然後尤妮斯叫喊：「如果你繼續毆打我，我就會死！」但漢娜沒有理會，並繼續砸打尤妮斯，直到她頭破血流為止。過了一會兒，尤妮斯情緒變得十分激動，漢娜便緊緊地扼着尤妮斯的喉嚨，直到對方死亡。當漢娜被問及為甚麼在尤妮斯身上放了石頭，漢娜回答：「為了讓人們認為尤妮斯是被倒塌的石頭殺死。」

## 入獄
漢娜在謝斯起義爆發當天首次入獄。她對自己的處境感到不安，但是過了一會兒反而十分滿足和快樂。漢娜會和那些去看望她的孩子們玩耍；並對那些對她發表嚴厲評論的人表現得非常狡猾；她亦在被指導下表示無罪。負責審理此案的法官為前國會議員理查德·勞，他最後在十月裁定漢娜有罪。理查德表示漢娜仍對與尤妮斯在草莓田中發生的衝突感到不滿後，大肆殺害了她，然後用石頭覆蓋她的屍體，試圖使事件看起來像是因倒塌的石牆而引起的事故；而且判處漢娜死刑，因為他堅持認為兒童也有可能會犯下如此殘酷的罪行，即使兒童有罪亦要受罰。
在作出判決後，漢娜被帶回監獄。在一次拜訪中，她被告知必須為死亡和為另一個世界做準備。漢娜在該次拜訪後受到很大的影響，大部分時間都在哭泣。被處決前漢娜意識到目前狀況的危險性，並且變得更加關心自己。在12月18日晚上她說道：「我為自己的靈魂而苦惱。」當時的漢娜看似非常恐懼，似乎希望有人幫助她，為她的不幸狀況而祈禱。
12月20日當天，教士亨利·查寧（Henry Channing）進行了激烈的講道，表示父母必須教導孩子紀律和服從。在講道後漢娜步上絞刑台。她在走上絞刑台前，曾向一名友善待她的警官道謝。最後漢娜在一群圍觀者面前被處決。